# Faure Gnassingbé

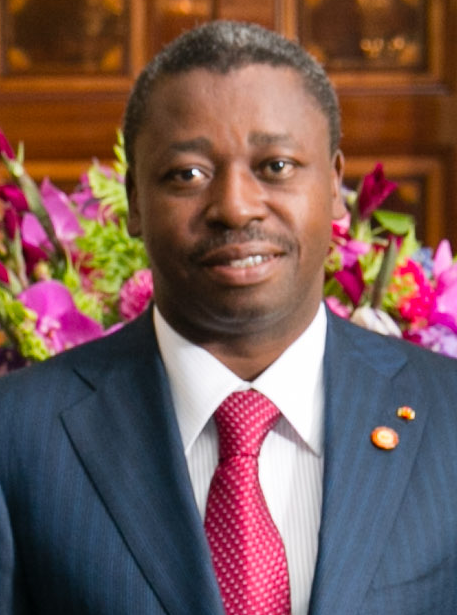
Gnassingbé (2014)

Faure Essozimna Gnassingbé (* 6. Juni 1966 in Afagnan) ist ein togoischer Politiker und seit Mai 2005 amtierender Präsident der Republik Togo. Er gehört der zweitgrößten Volksgruppe des Landes, den Kabiyé, an.
Gnassingbé war bereits vom 5. bis 25. Februar 2005 Präsident des Landes, musste jedoch aufgrund massiven internationalen Drucks zurücktreten. Bei der anschließenden Präsidentschaftswahl am 26. April 2005 gewann er ebenso wie bei den folgenden Wahlen 2010, 2015 und 2020.

## Leben
Er ist der Sohn des langjährigen Staatspräsidenten Gnassingbé Eyadéma und das einzige von etwa 50 Kindern, das in die Politik ging. Gnassingbé war als Vertreter des Wahlkreises Sokodé Abgeordneter in der Nationalversammlung von Togo.
Gnassingbé besuchte die höheren Schulen in Lomé. Nach einem Studium an der Dauphine in Paris (Business Management) studierte er in den USA an der Washington University und beendete dort seine Ausbildung mit einem Master of Business Administration. Danach diente er unter seinem Vater in verschiedenen Funktionen der Staatsverwaltung.
Seinen politischen Durchbruch erzielte Gnassingbé mit zwei Wahlsiegen im Wahlkreis Blitta anlässlich der Parlamentswahlen von 1999 und 2002; letztere wurden von der Opposition boykottiert.
Ab dem 29. Juni 2003 war er im Kabinett von Koffi Sama Minister für öffentliche Einrichtungen, Bergbau, Post und Telekommunikation.
Im Oktober 2021 erhielt Faure Gnassingbé am Freitag die Auszeichnung „HeForShe“ von UN Women für seine Politik der Frauenförderung sowie der Geschlechtergerechtigkeit und Gleichstellung, teilte das Regierungsportal République Togolaise mit. HeForShe (Lui pour Elle) ist eine globale Solidaritätsbewegung unter der Leitung von UN Women für mehr Gleichberechtigung und Geschlechtergerechtigkeit.

## Machtübernahme im Februar 2005
Nach dem Tod seines Vaters Gnassingbé Eyadéma am 5. Februar 2005 wurde er noch am selben Tag zu seinem Nachfolger ausgerufen. Angesichts des schlechten Gesundheitszustands seines Vaters war seit längerem die baldige Machtübergabe an Gnassingbé erwartet worden. Im Dezember 2002 verfügte Gnassingbé Eyadéma eine Erweiterung der Verfassung des Landes, mit der das Mindestalter für das Amt des Staatspräsidenten von 45 Jahren auf 35 Jahre herabgesetzt wurde.
Gemäß der togoischen Verfassung wäre die kommissarische Führung der Amtsgeschäfte dem Präsidenten der Nationalversammlung Fambaré Ouattara vom regierenden Rassemblement du peuple togolais (RPT) zugefallen. Innerhalb der folgenden 60 Tage hätten Wahlen stattfinden müssen. Da dieser sich zum Zeitpunkt des Todes von Gnassingbé Eyadéma in Frankreich aufhielt und nicht rechtzeitig zurückkehren konnte, weil die Armee die Grenzen geschlossen hatte, nutzte die togoische Armee das Machtvakuum und betraute Faure Gnassingbé mit dem Amt des Präsidenten, um die Stabilität des Landes zu sichern.
Die Afrikanische Union und die Europäische Union protestierten inzwischen gegen die unrechtmäßige Machtübernahme und sahen darin Anzeichen für einen Militärputsch. Frankreich forderte die Respektierung der Verfassung. Jedenfalls stellte Gnassingbés Ernennung zum Präsidenten einen Verfassungsbruch dar, die Opposition sprach von einem Staatsstreich.
Ende Februar 2005 trat Faure Gnassingbé nach dem anhaltenden internationalen Druck zurück. Die UNO begrüßte diesen Schritt. Am 24. April 2005 fand die Präsidentschaftswahl statt, die Faure Gnassingbé laut offiziellem Wahlergebnis mit über 60 % der Stimmen gewann. Die Opposition warf ihm massiven Wahlbetrug vor. Das Wahlergebnis wurde allerdings Anfang Mai vom Obersten Gerichtshof Togos bestätigt und Gnassingbé wurde am 4. Mai 2005 offiziell als Präsident vereidigt.
Am 4. März 2010 hat zum ersten Mal nach dem Machtwechsel von 2005 eine Präsidentschaftswahl in Togo stattgefunden. Nach dem am 6. März 2010 verkündeten vorläufigen Wahlergebnis wurde der Sohn und Nachfolger des langjährigen Präsidenten Eyadéma Gnassingbé, Faure Essozimna Gnassingbé, mit 60,92 % der gültigen Stimmen wiedergewählt. Der Kandidat der größten Oppositionspartei UFC, Jean-Pierre Fabre, unterlag mit 33,94 % der gültigen Stimmen überraschend deutlich. Er hat angekündigt, das Wahlergebnis anzufechten. Die übrigen fünf Kandidaten kamen zusammen auf 5,17 % der gültigen Stimmen.
Am 25. April 2015 gewann Faure Essozimna Gnassingbé erneut die Präsidentschaftswahl in Togo. 2019 setzte Gnassingbé eine Verfassungsänderung durch, nach der er prinzipiell bis 2030 Staatspräsident bleiben könnte. Am 23. Februar 2020 wurde er mit 70,78 % der Stimmen für eine vierte Amtszeit gewählt.